# ريما خلف
ريما خلف - الهنيدي (ولدت عام 1953)، اقتصادية وسياسية أردنية ولدت في الكويت.

## حياتها
تحمل إجازة في الاقتصاد من الجامعة الأمريكية في بيروت عام 1976، وماجستير في الاقتصاد، ودكتوراة في علم الأنظمة من جامعة بورتلاند الرسمية في الولايات المتحدة الأميركية عام 1984. كما منحت شهادة الدكتوراه الفخرية من الجامعة الأمريكية في القاهرة تقديراً لما أطلقته من مبادرات للمنطقة العربية في التعليم، وحقوق الإنسان، والمشاركة المدنية، والنمو الاقتصادي.
شغلت عدّة مناصب في الأردن وفي الأمم المتحدة، كان آخرها منصب وكيلة الأمين العام للأمم المتحدة والأمينة التنفيذية في لجنة الأمم المتحدة الاقتصادية والاجتماعية لغرب آسيا (الإسكوا) . استقالت من هذا المنصب عام 2017 عندما رفضت سحب تقرير للإسكوا استنتج بناء على أدلة قاطعة أن الممارسات الإسرائيلية تجاه الشعب الفلسطيني تصل إلى حد جريمة الفصل العنصري (الأبارتهايد). هاتفها الرئيس الفلسطيني محمود عباس وابلغها بقراره تقليدها اعلى وسام فلسطيني، تقديرا لشجاعتها، ودعمها ووقوفها إلى جانب الشعب الفلسطيني وقضيته العادلة. وبدورها سارعت إسرائيل بالترحيب باستقالة خلف من منصبها واعتبرت ذلك «خطوة في الاتجاه الصحيح». 
كما شغلت منصب مديرة المكتب الإقليمي للدول العربية في برنامج الأمم المتحدة الإنمائي من عام 2000 إلى 2006، وأطلقت من هذا الموقع مشاريع متميّزة من أجل حقوق الإنسان، والتنمية الإنسانية في البلدان العربية، واضطلعت بدور قيادي في إصدار سلسلة تقارير التنمية الإنسانية العربية.
حازت على جوائر دولية عدة، منها جائزة الأمير كلاوس، وجائزة الملك الحسين للقيادة، وجائزة جامعة الدول العربية للمرأة العربية الأكثر تميزاً في المنظمات الدولية. وفي ديسمبر 2009، اختارتها صحيفة الفايننشال تايمز كإحدى الشخصيات الأولى في العالم التي رسمت ملامح العقد الماضي. وقد اختيرت للعمل في المنظمة الدولية، بعد أن تولّت مناصب حكومية رفيعة في الأردن، حيث شغلت منصب نائب رئيس الوزراء، ووزيرة التخطيط، ووزيرة الصناعة والتجارة، ورئيسة الفريق الوزاري الاقتصادي.

## المناصب
- 1985 الخدمة العامة في وزارة التخطيط. [5]
- مديرة دائرة الدراسات والتخطيط
- 1990-1993 عملت مديرة لمؤسسة المراكز التجارية
- مديرة لدائرة تشجيع الاستثمار
- 1993-1995 وزيرة الصناعة والتجارة
- 1995-1996وزيرة التخطيط
- 1996-1997 وزيرة تخطيط
- مديرة عامة لشركة الضمان للاستثمار المساهمة العامة
- 1997 عضو مجلس اعيان
- 1997-1998 وزيرة التخطيط
- 1999-2000 نائب رئيس الوزراء ووزيرة التخطيط.

## روابط خارجية
فيديوغراف ريما خلف.. موقف إنساني يأبى «المهادنة» - المركز الفلسطيني للإعلام